# 1989 في إسبانيا
فيما يلي قوائم الأحداث التي وقعت خلال عام 1989 في إسبانيا.

## سياسة

### تعيين في المنصب
- 14 نوفمبر – أدولفو سواريث عضو مجلس النواب الإسباني  [لغات أخرى]‏.
- 14 نوفمبر – خوسيه ماريا أثنار عضو مجلس النواب الإسباني  [لغات أخرى]‏.
- 15 نوفمبر – خافيير سولانا عضو مجلس النواب الإسباني  [لغات أخرى]‏.
- 15 نوفمبر – رودريجو راتو عضو مجلس النواب الإسباني  [لغات أخرى]‏.
- 16 نوفمبر – فيليبي غونثاليث عضو مجلس النواب الإسباني  [لغات أخرى]‏.
- 18 نوفمبر – خوسيه لويس ثباتيرو عضو مجلس النواب الإسباني  [لغات أخرى]‏.
- 20 نوفمبر – ماريانو راخوي عضو مجلس النواب الإسباني  [لغات أخرى]‏.

### انتهاء فترة المنصب
- 2 سبتمبر – خافيير سولانا عضو مجلس النواب الإسباني  [لغات أخرى]‏.
- 2 سبتمبر – خوسيه لويس ثباتيرو عضو مجلس النواب الإسباني  [لغات أخرى]‏.
- 2 سبتمبر – فرانثيسكو فيرنانديث أوردونييث عضو مجلس النواب الإسباني  [لغات أخرى]‏.
- 2 سبتمبر – فيليبي غونثاليث عضو مجلس النواب الإسباني  [لغات أخرى]‏.
- 16 سبتمبر – خوسيه ماريا أثنار Member of the Cortes of Castile and León  [لغات أخرى]‏.
- 21 نوفمبر – أدولفو سواريث عضو مجلس النواب الإسباني  [لغات أخرى]‏.
- 21 نوفمبر – رودريجو راتو عضو مجلس النواب الإسباني  [لغات أخرى]‏.

## رياضة
- 1 يناير – طواف إسبانيا 1989

## برامج ومسلسلات وأنمي
- رحلة الأصدقاء

## مواليد

### يناير
- 3 يناير – جوردي ماسيب لاعب كرة قدم إسباني.[1]
- 6 يناير – سيرخيو ليون لاعب كرة قدم إسباني.[2]
- 18 يناير – روبين مينو لاعب كرة قدم إسباني.[3]
- 25 يناير – فيكتور رويز لاعب كرة قدم إسباني.[4]
- 26 يناير – أليكس لوركا لاعب كرة سلة إسباني.
- 27 يناير – ألبرتو بوتيا لاعب كرة قدم إسباني.[5]
- 27 يناير – دايفيد رودريغيز لاعب كرة قدم إسباني.[6]
- 30 يناير – توماس ميخياس لاعب كرة قدم إسباني.[7]
- 30 يناير – جيرار جرانويرس لاعب كرة مضرب إسباني.
- 31 يناير – روبن راموس مارتينيز لاعب كرة قدم إسباني.[8]

### فبراير
- 4 فبراير – جون ازقيراي
- 9 فبراير – بابلو أغيلار لاعب كرة سلة إسباني.
- 19 فبراير – بيدرو فيناس لاعب كرة قدم إسباني.
- 24 فبراير – تشابي راباسيدا لاعب كرة سلة إسباني.
- 26 فبراير – إيفان مورينو متسابق دراجات نارية إسباني.
- 26 فبراير – لورا نيكولز لاعبة كرة سلة إسبانية.

### مارس
- 2 مارس – راؤول باينا لاعب كرة قدم إسباني.[9]
- 8 مارس – أندير إيتوراسبي لاعب كرة قدم إسباني.[10]
- 21 مارس – جوردي ألبا لاعب كرة قدم إسباني.[11]
- 23 مارس – إيدو بيديا لاعب كرة قدم إسباني.[12]
- 27 مارس – مانويل كاستييانو كاسترو لاعب كرة قدم إسباني.[13]
- 31 مارس – ألبرتو مارتين رومو غارسيا أداميز لاعب كرة قدم إسباني.[14]

### أبريل
- 5 أبريل – أندير غارسيا لاعب كرة سلة إسباني.
- 10 أبريل – أنخيل مونتورو كابيلو لاعب كرة يد إسباني.
- 14 أبريل – أوسكار دي ماركوس لاعب كرة قدم إسباني.[15]
- 16 أبريل – دانييل باريخو لاعب كرة قدم إسباني.
- 21 أبريل – فيكتور إيبانيز باسكال لاعب كرة قدم إسباني.[16]
- 26 أبريل – روبين بيريز ديل مارمول لاعب كرة قدم إسباني.[17]
- 30 أبريل – راؤول غارسيا كارنيرو لاعب كرة قدم إسباني.[18]

### مايو
- 1 مايو – أليخاندرو أريباس لاعب كرة قدم إسباني.[19]
- 2 مايو – كريستيان ألفونسو لوبيز لاعب كرة قدم إسباني.[20]
- 6 مايو – ديفيد دي لا كروز دراج إسباني.
- 10 مايو – منير مهند محمدي لاعب كرة قدم إسباني.[21]
- 16 مايو – ألفارو دومينغيز سوتو لاعب كرة قدم إسباني.[22]
- 25 مايو – أستيفا رابات[23]
- 30 مايو – ميكل سان خوسيه لاعب كرة قدم إسباني.[24]
- 31 مايو – بابلو البوران

### يونيو
- 6 يونيو – أليكس سانتشيز لاعب كرة قدم إسباني.[25]
- 6 يونيو – أليكس غالفيز لاعب كرة قدم إسباني.[26]
- 7 يونيو – روكي ميسا لاعب كرة قدم إسباني.[27]
- 9 يونيو – ديداك فيلا لاعب كرة قدم إسباني.[28]
- 28 يونيو – سيرجيو أسينخو لاعب كرة قدم إسباني.[29]

### يوليو
- 3 يوليو – إيبان بولادو لاعب كرة قدم إسباني.[30]
- 7 يوليو – ماورو دوس سانتوس لاعب كرة قدم أرجنتيني.[31]
- 11 يوليو – روسانا سيمون لاعبة تايكوندو إسبانية.
- 19 يوليو – إيغور مارتينيز لاعب كرة قدم إسباني.[32]
- 23 يوليو – فيكتور رودريغيز روميرو لاعب كرة قدم إسباني.[33]
- 24 يوليو – أندير أولايزولا لاعب كرة قدم إسباني.[34]
- 30 يوليو – أليش أسبرجارو متسابق دراجات نارية إسباني.[35]

### أغسطس
- 11 أغسطس – أورسولا كوربيرو ممثلة إسبانية.[36]
- 11 أغسطس – لويس مانويل فيلا لاعب كرة قدم إسباني.[37]
- 14 أغسطس – أندير هيريرا لاعب كرة قدم إسباني.[38]
- 14 أغسطس – لويس هرنانديز لاعب كرة قدم إسباني.
- 14 أغسطس – والتر فرنانديز لاعب كرة قدم إسباني.[39]
- 15 أغسطس – بليندا[40]
- 21 أغسطس – أليكس فيدال لاعب كرة قدم إسباني.[41]
- 28 أغسطس – سيزار أزبيليكويتا لاعب كرة قدم إسباني.[42]
- 30 أغسطس – ألبا تورينس لاعبة كرة سلة إسبانية.

### سبتمبر
- 2 سبتمبر – سرخيو إسكوديرو لاعب كرة قدم إسباني.[43]
- 5 سبتمبر – بير توماس لاعب كرة سلة إسباني.
- 5 سبتمبر – خوسيه أنجيل فالديز لاعب كرة قدم إسباني.[44]
- 8 سبتمبر – كيفن غارسيا لاعب كرة قدم إسباني.[45]
- 12 سبتمبر – الفارو سرفانتس ممثل إسباني.[46]
- 14 سبتمبر – أويير أولازابال لاعب كرة قدم إسباني.[47]
- 20 سبتمبر – باولا كلامبورغ سبّاحة إيقاعي إسبانية.
- 30 سبتمبر – إيميليو إنسوي لاعب كرة قدم إسباني.[48]
- 30 سبتمبر – جويل غونثاليث لاعب تايكوندو إسباني.[49]

### أكتوبر
- 1 أكتوبر – روبيرتو سانشيز بيناس لاعب كرة قدم إسباني.
- 9 أكتوبر – دايفيد لوبيز لاعب كرة قدم إسباني.[50]
- 17 أكتوبر – دافيد تيمور لاعب كرة قدم إسباني.[51]
- 21 أكتوبر – جوناتان فييرا لاعب كرة قدم إسباني.[52]
- 24 أكتوبر – يون أندير سيرانتيس لاعب كرة قدم إسباني.[53]

### نوفمبر
- 2 نوفمبر – فيتولو لاعب كرة قدم إسباني.[54]
- 5 نوفمبر – فيكتور لاغوارديا لاعب كرة قدم إسباني.[55]
- 7 نوفمبر – أنطونيو غارسيا[56]
- 9 نوفمبر – آلان ألفاريز لاعب كرة قدم إسباني.
- 11 نوفمبر – إيباي غوميز لاعب كرة قدم إسباني.[57]
- 14 نوفمبر – أندرو فونتاس لاعب كرة قدم إسباني.[58]
- 20 نوفمبر – أنخيل أورتيغا لاعب كرة قدم إسباني.[59]
- 25 نوفمبر – كيكي لاعب كرة قدم إسباني.[60]

### ديسمبر
- 13 ديسمبر – مايكل اندا[61]
- 13 ديسمبر – نيريا بينا لاعبة كرة يد إسبانية.
- 31 ديسمبر – دافيد سيمون رودريغيز لاعب كرة قدم إسباني.

## وفيات

### يناير
- 1 يناير – خوان هيلاريو ماريرو (مواليد 1905) لاعب كرة قدم إسباني.
- 23 يناير – سلفادور دالي (مواليد 1904) فنان إسباني.[62]

### أبريل
- 24 أبريل – فيديريكو سايز (مواليد 1912) لاعب كرة قدم إسباني.

### أكتوبر
- 31 أكتوبر – فرانسيسك ميرو سانس (مواليد 1918)[63]

### نوفمبر
- 12 نوفمبر – دولوريس إيباروري (مواليد 1895)[64]
- 27 نوفمبر – كارلوس آرياس نابارو (مواليد 1908) سياسي إسباني.[65]

### ديسمبر
- 3 ديسمبر – فرناندو مارتين إسبينا (مواليد 1962) لاعب كرة سلة إسباني.[66]